# مورتيمر دبليو. بايرز
مورتيمر دبليو. بايرز (بالإنجليزية: Mortimer W. Byers)‏ هو محامي وقاضي أمريكي، ولد في 28 مارس 1877 في بروكلين في الولايات المتحدة، وتوفي في 5 مارس 1962.